# Момчетата от Бразилия (филм)
„Момчетата от Бразилия“ (на английски: The Boys from Brazil) е британско-американски филм от 1978 г. на режисьора Франклин Шафнър, с участието на звездите Грегъри Пек и Лорънс Оливие и Джеймс Мейсън, Лили Палмър, Ута Хаген и Стив Гутенберг в поддържащите роли. Сценарият на Хейуд Гулд е по романа „Момчетата от Бразилия“ на Айра Левин.

## Сюжет
Филм за нацистите, които са избягали в Южна Америка след падането на Третия райх през 1945 г. Нацистка престъпна организация, начело с доктор Йозеф Менгеле, се крие от възмездие. Мислите за отмъщение не са оставили нациста. Той задейства таен план, чиято основа е развитието на нови хора, според нацистката теория за доминиращата арийска раса. Но безмилостния ловец на нацисти Езра Либерман също е наясно, че дори и след толкова години, образът и идеите на Адолф Хитлер все още са притегателни за сподвижниците му...

## В ролите
- Грегъри Пек – Доктор Йозеф Менгеле
- Лорънс Оливие – Езра Либерман, ловец на нацисти
- Джеймс Мейсън – Едуард Зайберт
- Лили Палмър – Естер Либерман, сестра и помощник на Езра Либерман
- Ен Мира – Мисис Кари
- Денъм Елиът – Сидни Бейнън, журналист

## Награди и номинации
Награди на филмовата академия на САЩ
- Оскар за най-добра мъжка роля – Лорънс Оливие
- Оскар за най-добър монтаж – Робърт Суинк
- Оскар за най-добра филмова музика – Джери Голдсмит

Златен глобус
- Златен глобус за най-добър актьор в драматичен филм – Грегъри Пек